# Néa Plágia
Néa Plágia (Nea Plagia) är en ort i Grekland.   Den ligger i prefekturen Chalkidike och regionen Mellersta Makedonien, i den nordöstra delen av landet, 260 km norr om huvudstaden Aten. Néa Plágia ligger 7 meter över havet och antalet invånare är 1 127.
Terrängen runt Néa Plágia är huvudsakligen platt, men norrut är den kuperad. Havet är nära Néa Plágia åt sydväst. Närmaste större samhälle är Néa Moudhaniá, 7,3 km öster om Néa Plágia. Trakten runt Néa Plágia består till största delen av jordbruksmark.